# Franz Alexander Espiard von Colonge

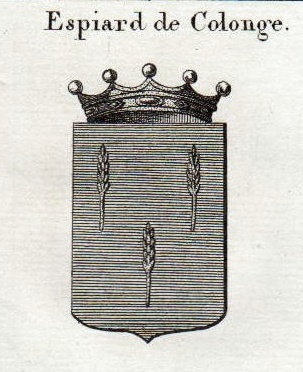
Familienwappen der Espiard von Colonge

Franz Alexander Freiherr Espiard von Colonge (* 1748 in Straßburg; † 8. August 1814 in München) war ein bayerischer Generalmajor und seit 1806 Ritter des Militär-Max-Joseph-Ordens.

## Leben
Franz Alexander Freiherr Espiard von Colonge entstammte einem alten elsässischen Adelsgeschlecht, dass bereits längere Zeit in der unterelsässischen Ritterschaft immatrikuliert war. Sein Vater Jean-Alexandre Espiard de Colonge (1713–1788) diente zuletzt als maréchal de camp in der königlich französischen Armee. Sein jüngerer Bruder war der spätere bayerische Generalleutnant Benignus Espiard von Colonge (1754–1837).
Espiard von Colonge war Hauptmann der Artillerie als 1789 die Französische Revolution ausbrach. Er trat als Major in das Korps des Prinzen Condé ein und nahm an den Kämpfen gegen die französischen Revolutionstruppen teil. Für seine Verdienste erhielt er den französischen Ludwigsorden. Am 28. April 1800 wurde er als Major in die bayerische Artillerie übernommen und zum Direktor der Gewehrfabrik ernannt. Mit kurfürstlicher Kabinettsorder vom 11. Juni 1803 wurde Espiard von Colonge, gleichzeitig mit seinem jüngeren Bruder, mit dem Kurpfalz-bayerischen Militär-Ehrenzeichen ausgezeichnet.
Im April 1804 erfolgte seine Versetzung als Major zum Artillerieregiment und kämpfte mit dieser Einheit 1805 im Dritten Koalitionskrieg gegen Österreich. Ihm wurde das Kommando über die gesamte Feldartillerie übertragen. Mit seiner Unterstützung gelang am 2. November 1805 die Erstürmung der Gebirgspässe bei Lofer. Auch in den folgenden Gefechten am 2. und 3. Dezember 1805 bei Iglau und Stecken konnte er sich erneut auszeichnen. Mit allerhöchstem Dekret vom 1. März 1806 wurde Espiard von Colonge, zusammen mit seinem Bruder, als Ritter in den neugestifteten Militär-Max-Joseph-Orden aufgenommen.
Am 24. September 1806 zum Oberstleutnant im Artillerieregiment befördert, wurde ihm im gleichen Jahr während es Vierten Koalitionskrieges gegen Russland und Preußen, der Befehl über einen Teil der bayerischen Artillerie übertragen. Er kämpfte im Korps des Generals Carl Philipp von Wrede und nahm unter anderem an der Belagerung von Breslau teil. Im Tagesbefehl des Generals Dominique Joseph Vandamme und im Armeebefehl von 18. Januar 1807 wurde Espiard von Colonge belobend erwähnt. Mit der Erlöschung des französischen Ludwigsordens, entfielen auch die Pensionen für dessen Mitglieder. Die Aufnahme in den Militär-Max Joseph-Orden erfolge für beide Brüder als Ehrenmitglieder ohne Einkünfte. Am 6. Februar 1807 wurde mit allerhöchster Entschließung Franz Alexander und Benignus Espiard von Colonge wegen ihrer Verdienste während des Feldzuges von 1806 bis 1807 als wirkliche Ritter in den Militär-Max Joseph-Orden aufgenommen und eine Pension bewilligt.
In den folgenden Feldzügen gegen Österreich 1809 und Russland 1812 erhielt Espiard von Colonge, seit dem 28. März 1809 als Oberst, erneut den Befehl über die gesamte bayerische Artillerie. Er kämpfte mit Auszeichnung in der Schlacht bei Polozk am 16. bis 18. August 1812, wurde im Armeebefehl vom 16. September 1812 belobt und mit Armeebefehl vom 11. Oktober 1812 in die französische Ehrenlegion aufgenommen. Bei einer russischen Kavallerieattacke am 18. August 1812 erhielt er mehrere Kopfwunden, worauf er zur Genesung nach Bayern zurückkehren sollte. Auf dem Rückweg wurde er am 18. Oktober 1812 von russischen Einheiten gefangen genommen und konnte erst nach dem Abschluss des Waffenstillstandes die Heimreise antreten.
Nach seiner Gefangenschaft wurde er am 31. Dezember 1813 zum Generalmajor und Kommandeur des Artillerieregiments befördert. Franz Alexander Espiard von Colonge starb am 8. August 1814 in München.